# شاهک سرخ داسی
شاهک سرخ داسی (نام علمی: Charaxes paphianus) نام یک گونه از سرده شاهک است.